# Morata de Tajuña
Morata de Tajuña là một đô thị trong Cộng đồng Madrid, Tây Ban Nha. Đô thị này có diện tích 4,3 km², dân số theo điều tra năm 2010 của Viện thống kê quốc gia Tây Ban Nha là 7382 người. Đô thị này nằm ở khu vực có độ cao 537 mét trên mực nước biển. Đô thị này cách Madrid 32 km.